# 3 (musikalbum)
3 är ett musikalbum av Violent Femmes som släpptes år 1988 på skivbolaget Slash Records. Albumet producerades av bandet själva tillsammans med Warren A. Bruleigh.

## Låtlista
1. Nightmares
2. Just Like My Father
3. Dating Days
4. Fat
5. Fool in the Full Moon
6. Nothing Worth Living For
7. World We're Living In
8. Outside the Palace
9. Telephone Book
10. Mother of a Girl
11. Lies
12. See My Ships